# زیگوساکهارومیس بایلی
زیگوساکهارومیس بایلی (نام علمی: Zygosaccharomyces bailii) نام یک گونه از subdivision قارچ‌های قندی است.